# Institut for Historie og Områdestudier
Institut for Historie og Områdestudier (IHO) var 2002-2011 et institut ved Aarhus Universitet. Institutter blev som del af Aarhus Universitets omorganisering i 2011 indlemmet i Institut for Kultur og Samfund.
Forskningen og undervisningen ved Institut for Historie og Områdestudier havde bredt fokus på, hvilken betydning historie har for samfundsforhold, kultur og sprog. Instituttets profil omfattede dansk og international historie, Europastudier, samt en række sprogbaserede områdestudier.
Ud over uddannelser i Historie, Europastudier og det engelsksprogede studium i International Studies undervistes der på instituttet i sprogene og de geografiske områder for Rusland, Kina, Indien, Japan, Tjekkiet, Ungarn, Serbien og Montenegro, Kroatien og Bosnien-Hercegovina.

## Historie
Institut for Historie og Områdestudier blev oprettet i 2002 gennem en sammenlægning af de ovennævnte fag, der tidligere var selvstændige institutter, og var placeret i bygningerne langs med Nordre Ringgade, bygning 1410. Disse bygninger blev som de første opført i Universitetsparkens karakteristiske jugendstil under den tyske besættelse i 1944. Instituttet var en del af Det Humanistiske Fakultet, men da Aarhus Universitet i 2011 etablerede ny fakultets- og institutstruktur, indgik det i Institut for Kultur og Samfund, som er en del af det ved samme lejlighed nyoprettede Faculty of Arts.

## Afdelinger
Institut for Historie og Områdestudier bestod af af fem afdelinger:
- Historisk Afdeling
- Afdeling for Asienstudier (Afdeling for Globale Studier)
- Afdeling for Østeuropastudier (Rusland- og Balkanstudier)
- Afdeling for Europastudier
- International Studies

## Centre
Instituttet havde desuden syv forskningscentre, hvoraf flere fortsat eksisterer:
- http://www.erhvervshistorie.dk/[ Center for Erhvervshistorie] Arkiveret 22. august 2010 hos  Wayback Machine
- Dansk Center for Byhistorie (Centrets hjemmeside)
- http://www.jmc.au.dk/[ Jean Monet Centre] Arkiveret 16. februar 2009 hos  Wayback Machine
- Dansk Center for Herregårdsforskning
- http://www.middelalder.au.dk/index.jsp[ Center for Vikinge- og Middelalderforskning] Arkiveret 15. februar 2009 hos  Wayback Machine
- http://www.koensforskning.au.dk/index.jsp[ Center for Kønsforskning] Arkiveret 13. juni 2007 hos  Wayback Machine
- http://www.humaniora.au.dk/antikstudier[ Center for Antikstudier] Arkiveret 27. marts 2009 hos  Wayback Machine